# Special-Interest-Journalismus
Als Special-Interest-Journalismus bezeichnet man Journalismus zu speziellen Themen, für spezielle Zielgruppen. Der Gegensatz ist „General-Interest“.

## Begriff
Der Begriff stammt ursprünglich aus dem Zeitschriften-Journalismus bezogen auf Publikumszeitschriften. Special-Interest-Themen finden sich in Special-Interest-Zeitschriften, in spezialisierten Online-Medien und Blogs sowie im Hörfunk und Fernsehen. Er wird oft auch synonym zum Begriff Ressortjournalismus verwendet. Im Gegensatz zum Fachjournalismus wenden sich Special-Interest-Medien nicht ausdrücklich nur an ein Fachpublikum. 
Zu den klassischen Ressorts zählen Innen- und Außenpolitik, Wirtschaft, Lokales, Kultur und Sport. Auch ein Wissenschaftsressort findet sich in vielen Tageszeitungen. Später hinzugekommen sind die Ressorts Medien, Wissen und Service (Ratgeberjournalismus). Inzwischen hat sich in vielen Redaktionen die Ressort-Einteilung aufgelöst. Redakteure arbeiten heute oft ressortübergreifend und themenorientiert zusammen. In den Redaktionen arbeiten meist Generalisten, die für Special-Interest-Themen auf externe Fachleute zurückgreifen.

## Geschichte
Die frühen Special-Interest-Zeitschriften des 18. Jahrhunderts verbanden Informationen über Mode und Lebensstil mit politischer und gesellschaftlicher Aufklärung. Ein Beispiel dafür ist das Journal des Luxus und der Moden. Sie boten dem aufstrebenden Bürgertum, insbesondere Frauen, Information und Unterhaltung.
Die ersten Automobil-Zeitschriften erfüllten zu Beginn des 20. Jahrhunderts eine vergleichbare Funktion für die männliche Bevölkerung, nun jedoch nicht mehr nur für das Bürgertum, sondern für Arbeiter und kleinbürgerliche Schichten, die sich nun ebenfalls ein Automobil leisten konnten. 
Heutige Special-Interest-Produkte bieten den Anzeigenkunden klar definierte Zielgruppenkontakte. Der Medienwissenschaftler Horst Pöttker schreibt: „Unter den Bedingungen gesättigter Märkte, auf denen scharfe Konkurrenz zwischen den Anbietern stark differenzierter Produkte herrscht, wollen Werbekunden in erster Linie Kosten sparen, indem sie Streuverluste vermeiden und mit ihren Anzeigen nur genau das Publikum erreichen, das für das beworbene Produkt als Käufer in Frage kommt.“

## Beispiele
- Computerspielejournalismus
- Kulturjournalismus,
- Modejournalismus
- Musikjournalismus,
- Medienjournalismus,
- Politikjournalismus,
- Religionsjournalismus,
- Sportjournalismus,
- Technikjournalismus,
- Wirtschaftsjournalismus,
- Wissenschaftsjournalismus.